# WinEV
WinEV ist eine Modulwelt von Softwarelösungen für Energie- und Wasserversorgungsunternehmen. Die Software wird von der iS Software GmbH aus Regensburg programmiert und vertrieben.
Im Zuge des Unbundlings der deutschen Energiewirtschaft setzen dabei die einzelnen Module auf zwei Kernapplikationen auf: WinEV Tarif/SVK für Energieversorger (Strom und Gas) in der Rolle Lieferant und WinEV Netz für Wasser- und Energieversorger (Strom und Gas) in der Rolle Netz- und Messstellenbetreiber.
Folgende Anforderungen der Versorgungsunternehmen stehen hierbei im Zentrum:
- Verbrauchsabrechnungen Tarif- und Sondervertragskunden
- Netzabrechnungen inkl. Mehr-Mindermengen Abrechnung
- Netznutzungsmanagement (inkl. Zählerwesen)
- Energiedatenmanagement (inkl. MaBiS Strom und Gasallokation)
- Management sämtlicher Geschäftsprozesse (GPKE, WiM)
- integrierte Marktkommunikation im EDIFACT-Format
- Web-Kundenportale
- Mitgliederverwaltung für Energiegenossenschaften
- Einspeisermanagement (inkl. Abbildung der Gesetze EEG und KWKG)
- Anbindung an Smart Meter Gateways.

WinEV wird vollständig in PowerBuilder (Teilmodule neuerdings auch in .NET) entwickelt und benutzt als Datengrundlage Oracle oder Sybase Datenbanken.